# Frederik van Puffelen
Frederik van Puffelen var en nederländsk politiker och medgrundare av Kristliga Folkpartiet.
I andrakammarvalet 1922 toppade van Puffelen partiets valsedel. 1925 valdes han in i styrelsen för Kristen Demokratisk Samling.